# Korkociąg (film)
Korkociąg – polski krótkometrażowy kompilacyjny film dokumentalny z 1971 roku, zrealizowany przez Marka Piwowskiego.

## Treść
Film pokazuje różne stadia choroby alkoholowej, m.in. halucynozę alkoholową, zespół oniryczny, zespół Korsakowa, delirium tremens. Nagrania pokazujące pacjentów cierpiących na poszczególne stadia tej choroby przeplatają się z nagraniami z obchodów 52 rocznicy utworzenia w 1919 roku Państwowego Monopolu Spirytusowego. Korkociąg ówcześnie parodiował partyjną nowomowę; zestawienie wyniosłych komentarzy polityków z obrazami odwyku alkoholowego zostało obliczone na wywołanie „najpierw śmiechu, potem niesmaku, w końcu przerażenia”.

## Nagrody
| Rok  | Instytucja                                                | Nagroda          | Odbiorca       |
| ---- | --------------------------------------------------------- | ---------------- | -------------- |
| 1971 | Ogólnopolski Festiwal Filmów Krótkometrażowych w Krakowie | Srebrny Lajkonik | Marek Piwowski |
| 1971 | Festiwal Filmów Społeczno-Politycznych w Łodzi            | Wyróżnienie      | Marek Piwowski |